# بباوية
الببَّاوية أو البَبَاظِيَّات أو بَبَّاياويَّات أو الباكسيات[بحاجة لمصدر] (الاسم العلمي: Caricaceae) فصيلةٌ من نباتات كاسيات البذور من رتبة الكرنبيات، توجد أساساً في المناطق الاستوائية من أمريكا الوسطى والجنوبية وأفريقيا. وهي جنباتٌ أو أشجار صغيرة أبيدة سميكة الساق قصيرة الأجل تنمو إلى أرتفاعات تصل إلى 5-10 أمتار. وتحمل فاكهةً متنوعة صالحة للأكل.